# Пурпурит
Пурпури́т (лат. purpureus — багряный) — минерал класса фосфатов, фосфат марганца. Название, данное в 1905 году, связано с цветом минерала.

## Свойства
Имеет сильный плеохроизм (серый — розовато-красный — пурпурный). Люминесценция отсутствует. Состав (%): Mn2O3 — 52,66; P2O5 — 47,34. Встречаются примеси железа. Минерал образуется в пегматитах, обычно по трифилину и литиофилиту. Выступает как в зёрнах, так и сплошной массой. Образует изоморфный ряд с гетерозитом.

## Месторождения
Встречается в Намибии, Руанде, США (Южная Дакота, Коннектикут), России (Кольский полуостров), Германии (Бавария), Западной Австралии.

## Применение
Коллекционный минерал, иногда используется в ювелирном деле (гранится обычно кабошоном).